# Le Séminaire - Caméra Café
Le Séminaire - Caméra Café è un film del 2009 diretto da Charles Némès, tratto dalla sitcom Caméra Café e inedito in Italia.

## Trama
Hervé Dumont e Jean-Claude Convenant si stanno recando a Parigi per partecipare ad un convegno, accompagnati da Jeanne,  Philippe, Jean-Guy e Maëva, quest'ultima in stato di gravidanza; il suo fidanzato e collega Sylvain è morto in un incidente d'auto. Inoltre, Hervé è diventato padre e ha un figlio con Frédérique, mentre Jean-Claude è stato cacciato fuori di casa dalla moglie a causa di un tradimento.

## Distribuzione
Il film è stato distribuito in Francia l'11 febbraio 2009 e ha incassato 469817 €.